# Nokia 6233
Il Nokia 6233 è un telefono cellulare prodotto dall'azienda finlandese Nokia e messo in commercio nel 2005.

## Caratteristiche
- Dimensioni: 108 x 46 x 18 mm
- Massa: 110 g
- Risoluzione display: 320 x 240 pixel a 262 000 colori
- Durata batteria in conversazione: 4 ore
- Durata batteria in standby: 340 ore (14 giorni)
- Fotocamera: 2.0 megapixel
- Memoria: 70 MB espandibile con MicroSD fino a 2 GB
- Bluetooth, Infrarossi e USB
- Altoparlanti stereo

## Kit d'acquisto
- Batteria
- Manuale
- Caricabatteria da viaggio
- Auricolari